# Hoegaarden
Hoegaarden es un municipio en la provincia del Brabante flamenco, en Flandes, una de las tres regiones de Bélgica. El municipio comprende los pueblos de Hoegaarden, Meldert y Outgaarden. El 1 de enero de 2018, Hoegaarden contaba con una población total de 6.942. El área total es de 33.93 km² que da una densidad de población de 205 habitantes por km².

## La historia

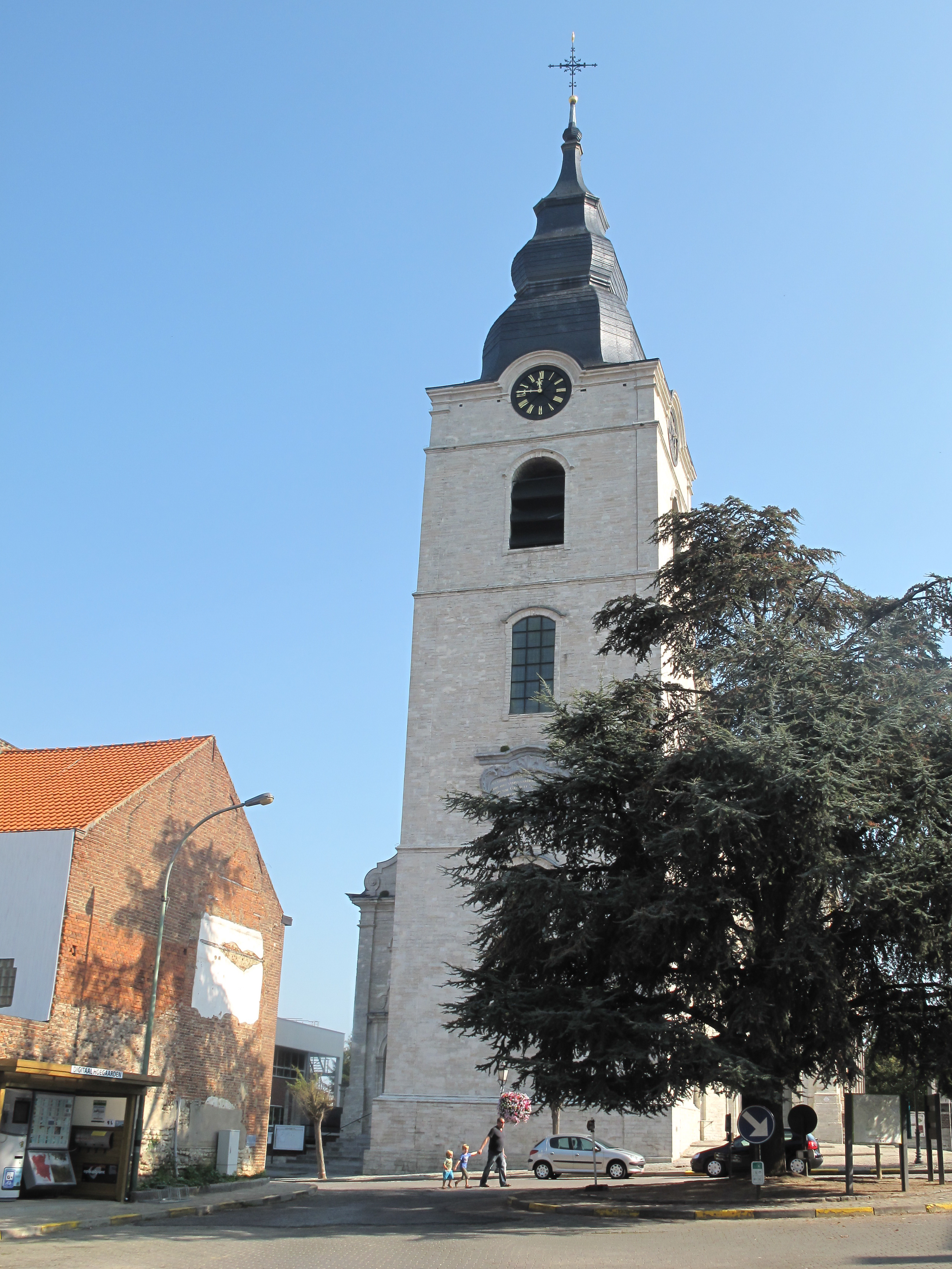
La iglesia Gorgonius

El pueblo actual fue fundado en 981 por el último gobernante de la provincia de Brunengeruz. La condesa Alpaïdis (Alpeida) más tarde regaló su condado y el castillo (hoy en día el sitio de St-Gorgoniuskerk) al Príncipe-Obispo de Lieja. Como un enclave del principado de Lieja, el obispado de la aldea tenía ventajas fiscales con respecto a los pueblos en los alrededores del Ducado de Brabante, que condujo al crecimiento de la industria cervecera. Esta ventaja fiscal se perdió después de la Revolución francesa, una vez que el Príncipe-Obispado de Lieja fue abolido. La industria se había marchitado hasta desaparecer en el año 1955, pero Pierre Celis luego recuperó la icónica cerveza blanca de la ciudad que desde entonces ha pasado a convertirse en una marca global. En diciembre de 2005, se decidió cerrar la fábrica de cerveza Hoegaarden y mover la producción de las cervezas a Jupille, al sur de Bélgica. Sin embargo, la cerveza no pudo ser elaborada allí con las características adecuadas, así que el plan fue cancelado.

## Demografía

### Evolución
Todos los datos históricos relativos al actual municipio, el siguiente gráfico refleja su evolución demográfica, incluyendo municipios después de efectuada la fusión el 1 de enero de 1977.
| Gráfica de evolución demográfica de Hoegaarden entre 1846 y 2020 |
|                                                                  |

## Famosos habitantes
- Pierre Celis, fundador de las fábricas de cerveza Hoegaarden y Celis